# جاك غيراغتي
جاك غيراغتي هو سياسي أمريكي، ولد في 23 فبراير 1934 في سياتل في الولايات المتحدة. نشط حزبياً في الحزب الديمقراطي. وقد انتخب Mayor of Spokane, Washington ‏ (1993 – 1998).